# Мегали Рахи (Населица)
Мегали Рахи (на гръцки: Μεγάλη Ράχη) е планина в Населица, Гърция.

## Описание
Мегали Рахи е дълго и тясно било, разположена в западната част на Кожанско. Това е един от хълмистите краища на голямата верига Горуша, част от Северен Пинд. Намира се между река Лимбини (Макрирема) на север и Праморица на юг.
Скалите ѝ са конгломерати и пясъчници.
Пътят Неаполи (Ляпчища) – Цотили – Пендалофос (Жупан) пресича Мегали Рахи.
| Име         | Име         | Височина | Местоположение |
| ----------- | ----------- | -------- | -------------- |
| Мегали Рахи | Μεγάλη Ράχη | 916 m    | ЮЗ над Цотили  |